# Alfons, hertig av Bragança
Alfons, hertig av Bragança född den 10 augusti 1377, död den 15 december 1461, var oäkta son till Johan I av Portugal. 1442 upphöjdes han till hertig av Bragança av Alfons V av Portugal och blev stamfader för huset Bragança som kom att regera i Portugal (1640–1910) och Brasilien (1815–1889).